# Aleksiej Tarabarin
Aleksiej Lwowicz Tarabarin (ros. Алексей Львович Тарабарин; ur. 15 lutego 1978) – rosyjski zapaśnik walczący w stylu klasycznym.
Drugi w Pucharze Świata w 2001 i czwarty w 2003. Mistrz świata juniorów w 1996, 1997 i 1998. Mistrz Europy juniorów w 1995 i 1996, a drugi w 1997 roku.